# Dimi de Jong
Dimi de Jong (ur. 1 września 1994 r. w Hadze) – holenderski snowboardzista. Startował na igrzyskach olimpijskich w 2014 w Soczi. Na mistrzostwach świata startował tylko raz, było to w La Molinie, gdzie startował w trzech konkurencjach, jednak najlepszą 20. lokatę zajął w slopestyle'u. Najlepsze wyniki w Pucharze Świata osiągnął w sezonie 2011/2012, kiedy to zajął 2. miejsce w klasyfikacji generalnej (AFU), natomiast w klasyfikacji halfpipe’u uplasował się na trzecim miejscu.

## Sukcesy

### Igrzyska olimpijskie
| Miejsce                        | Dzień     | Rok  | Miejscowość | Konkurencja | Zwycięzca           |
| ------------------------------ | --------- | ---- | ----------- | ----------- | ------------------- |
| 12. (w kwalifikacjach; odpadł) | 11 lutego | 2014 | Soczi       | Halfpipe    | Iouri Podladtchikov |

### Mistrzostwa świata
| Miejsce | Dzień       | Rok  | Miejscowość | Konkurencja | Zwycięzca        |
| ------- | ----------- | ---- | ----------- | ----------- | ---------------- |
| 30.     | 15 stycznia | 2011 | La Molina   | Big Air     | Petja Piiroinen  |
| 52.     | 20 stycznia | 2011 | La Molina   | Halfpipe    | Nathan Johnstone |
| 20.     | 22 stycznia | 2011 | La Molina   | Slopestyle  | Seppe Smits      |

### Puchar Świata

#### Miejsca w klasyfikacji generalnej
- 2008/2009 - 168.
- 2009/2010 - 94.
  - AFU[2]
- 2010/2011 - 8.
- 2011/2012 - 2.

#### Zwycięstwa w zawodach
1. Stoneham - 26 lutego 2012 (Slopestyle)

#### Pozostałe miejsca na podium w zawodach
1. Cardrona – 28 sierpnia 2011 (Halfpipe) - 3. miejsce